# 池田勇孝
池田 勇孝（いけだ ゆうたか、1949年 - ）は中央競馬専門新聞「研究ニュース」関東版のトラックマンである。

## 人物
研究ニュースの前身のひとつ、競馬研究の記者時代から、特に波乱が予想される穴目のレースを予想、的中させ「穴の池田」という異名をもって多くの競馬ファンに支持されている。
長年ラジオNIKKEIの「中央競馬実況」では第1放送・関東開催分でレギュラー解説を担当しており、特に毎週日曜日には昼休みに自らが進行役を勤める「池田の丸秘穴馬券!!」というコーナーを担当し続けている。
| スタブアイコン | サブスタブ | この項目は、まだ閲覧者の調べものの参照としては役立たない、スポーツ関係者に関連した書きかけの項目です。この項目を加筆・訂正などしてくださる協力者を求めています（P:スポーツ/PJ:スポーツ人物伝）。 |